# その月が満ちるまで
『その月が満ちるまで』（英: Until the Moon Waxes）は、2007年に製作された日本映画。iri（イリ）監督5作目の作品。2007年に第1回アジアンクィア映画祭にて世界初公開された。

## ストーリー
.長野に暮らす大学一年生のあゆみは、春休みを利用して東京に遊びに行くことにした。滞在先は兄・大造の親友であるアラタの家。アラタは幼い頃から知っているあゆみとの久しぶりの再会を楽しみにするが、一つ心配なことが。少しの間とはいえ一緒に暮らすのならば、自分がゲイであることは言っておいた方がいいのか…？そんな心配をよそに、あゆみはその事実をすでに知っていた。今回の滞在先をアラタの家に決めたのも、それが大きな理由だったのだ。その理由とは…。
.

## キャスト
- 櫻井歩：RISAKO
- 原フサ子：葉月螢
- 成島新(あらた)：今泉浩一
- 澤村太一：松之木天辺
- 藤本さやか：小林史
- 苫野辺葵：KiVi
- 凛：マダムボンジュール・ジャンジ
- 櫻井大造：水穂歩の兄

## 上映
2007年
- 4月15日: 第1回アジアンクィア映画祭
- 7月14日: 第16回東京国際レズビアン&ゲイ映画祭
- 7月21日: 第3回関西 Queer Film Festival
- 7月21日: 第2回青森インターナショナルLGBTフィルムフェスティバル

2008年
- 4月26日: 関西クィア映画祭 春！ヘンタイする季節 大阪「愛のカタチ」
- 8月15日: 国際交流基金 ジャカルタ日本文化センター